# سیکستو دوران بالن
سیکستو آلفونسو دوران بالن کوردوز (به اسپانیایی: Sixto Alfonso Durán-Ballén Cordovez) (زادهٔ ۱۴ ژوئیه ۱۹۲۱ – درگذشتهٔ ۱۵ نوامبر ۲۰۱۶) یک سیاستمدار اهل اکوادور بود.
سیکستو دوران بالن در ۱۵ نوامبر ۲۰۱۶، در سن ۹۵ سالگی در کیتو درگذشت.